# Maltees honkbalteam

De Maltese vlag.

Het Maltees honkbalteam is het nationale honkbalteam van Malta. Het team vertegenwoordigt Malta tijdens internationale wedstrijden.
Het Maltees honkbalteam sloot zich in 1983 aan bij de Europese Honkbalfederatie (CEB), de continentale bond voor Europa van de IBAF.

## Kampioenschappen

### Europees kampioenschap onder-21
Malta nam één enkele keer deel aan het Europees kampioenschap honkbal onder-21. De 11e plaats werd behaald.
| Editie    | 2006 |
| Prestatie | 11e  |